# Claudia Salas
Claudia Calvo Salas (Madrid, 23 de julio de 1994), es una actriz española especialmente conocida por sus interpretaciones de Rebeka en la serie de Netflix Élite (2019-2021), de Escalante en la serie de Movistar+ La peste (2019) y de Toni en la serie de AtresPlayer La ruta.

## Biografía
Claudia nació en Puente de Vallecas, Madrid (España) el 23 de julio de 1994. Estudió Arte Dramático en la escuela Arte 4 de Madrid, donde ha trabajado en obras teatrales como El sueño de una noche de verano o La importancia de llamarse Ernesto.

## Carrera profesional
Comenzó su carrera como actriz de televisión en la serie diaria de Televisión Española Seis hermanas y, más adelante, participó en Centro médico, Playfriends o C.R.A.K.S. En enero de 2019 se conoció su fichaje para la serie de Netflix Élite a partir de su segunda temporada, como parte del elenco principal, para interpretar a Rebeka Parrilla López, una «nueva rica» que llega al colegio Las Encinas. Posteriormente, participó en Élite: historias breves, interpretando nuevamente el rol de Rebeka Parrilla para la plataforma Netflix. También en 2019, se incorporó a la serie de Movistar+ La peste como Escalante, papel por el que recibió una nominación en los Premios Unión de Actores y Actrices como actriz revelación de televisión.
En 2021 se anunció su debut en la gran pantalla con la película Cerdita, dirigida por Carlota Pereda, con el papel de Maca. En 2022 protagonizó la serie La ruta, una serie de televisión española de drama coming-of-age, creada por Borja Soler y Roberto Martín Maiztegui para Atresplayer Premium, por la cual fue nominada a mejor actriz protagonista en una serie de televisión por su papel de Toni. Un año más tarde fue una de las protagonistas de la serie Las pelotaris 1926, junto a Zuria Vega y María de Nati.

## Filmografía

### Televisión
| Año       | Título                  | Rol                          | Notas        |
| --------- | ----------------------- | ---------------------------- | ------------ |
| 2015      | Seis hermanas           | Doncella                     | 1 episodio   |
| 2015      | Centro Médico           | Extra                        | 1 episodio   |
| 2018      | Playfriends             | Artista Friend               | 12 episodios |
| 2019–2022 | Élite                   | Rebeka «Rebe» Parrilla López | 32 episodios |
| 2019      | La peste                | Escalante                    | 6 episodios  |
| 2021      | Élite historias breves: | Rebeka «Rebe» Parrilla López | 6 episodios  |
| 2022      | La ruta                 | Antonia «Toni» Mochales      | 8 episodios  |
| 2023      | Las pelotaris 1926      | Idoia Rekalde                | 8 episodios  |

### Cine
| Año  | Título                  | Rol             | Director              |
| ---- | ----------------------- | --------------- | --------------------- |
| 2022 | Cerdita                 | Macarena «Maca» | Carlota Pereda        |
| 2024 | Invasión                | María           | David Martín-Porra    |
| 2025 | Disforia (Película)todo | Vera            | Christopher Cartagena |

### Teatro
| Año  | Título                       | Director      |
| ---- | ---------------------------- | ------------- |
| 2016 | Sueño de una noche de verano | Ramon Quesada |
| 2017 | El hotel de los suicidas     | Ramon Quesada |
| 2019 | No hay burlas con el amor    | Juan Polanco  |
| 2021 | ¿Que no...?                  | Jesús Cracio  |

## Premios y nominaciones
| Año  | Premio                      | Categoría                              | Trabajo nominado           | Resultado |
| ---- | --------------------------- | -------------------------------------- | -------------------------- | --------- |
| 2020 | Unión de Actores y Actrices | Mejor actriz revelación de televisión  | La peste como Escalante    | Nominada  |
| 2023 | Premios Feroz               | Mejor actriz protagonista de una serie | La Ruta como Toni Mochales | Ganadora  |